# パット・リスタッチ
パット・リスタッチ（Patrick Alan Listach, 1967年9月12日 - ）は、アメリカ合衆国ルイジアナ州ナッキトッシュ出身の元プロ野球選手（遊撃手）。右投両打。

## 経歴

### プロ入りとブルワーズ時代
1988年のMLBドラフトでミルウォーキー・ブルワーズから5巡目（全体133位）で指名され入団した。
1992年に、ビル・スパイアーズの故障者リスト入りに伴い、AAA級のデンバー・ゼファーズからメジャー昇格を果たし、4月8日にメジャーデビュー。その後、スパイアーズに代わり正遊撃手に定着した。7月19日のシカゴ・ホワイトソックス戦でポール・モリターの球団新人記録である30盗塁を更新。最終的に、自己記録を54盗塁にまで伸ばし、66盗塁のケニー・ロフトンに次いでリーグ2位となった。新人王の投票ではリスタッチが選出され、ロフトンは2位となった。
1993年は、手首と膝を痛めたまま出場した。6月と9月にはハムストリングを痛め、戦線を離脱。98試合の出場で打率は.244。
1994年は、自己最高の打率.296を記録したが、4月23日の出場を最後にシーズンを終え、16試合の出場に終わった。ホセ・バレンティンが正遊撃となり、リスタッチは二塁へコンバートされた。

### ヤンキース傘下時代
1996年8月23日にニューヨーク・ヤンキースへトレード移籍。移籍後はメジャーでプレーすること無くシーズンを終えた。

### アストロズ時代
1996年12月3日にヒューストン・アストロズと契約した。
1997年は52試合に出場した。

### アストロズ退団後
1998年はクリーブランド・インディアンスとフィラデルフィア・フィリーズ傘下のマイナー球団でプレーした。この年限りで現役を引退した。

### 現役引退後
2006年はシカゴ・カブス傘下AA級のウェストテネシー・ダイヤモンドジャックス、2007年は傘下AA級のテネシー・スモーキーズの監督を務めた。2008年は傘下AAA級のアイオワ・カブスで監督を務め、この年のパシフィックコーストリーグの最優秀監督賞を受賞した。
2009年は、ワシントン・ナショナルズの三塁コーチを務めた。
2011年に、アリゾナ・ダイヤモンドバックスのベンチコーチに就任する事となったアラン・トランメルにかわってシカゴ・カブスのベンチコーチに就任した。オフに、ジェイミー・カークがベンチコーチに就任したため、リスタッチは三塁コーチに異動した。2012年限りで退任した。
2013年10月22日に、ヒューストン・アストロズの一塁コーチに就任した事が発表された。2014年10月17日に解雇された。
2015年1月12日に、シアトル・マリナーズの傘下AAAのタコマ・レイニアーズの監督に就任した事が発表された。2018年シーズン限りで契約満了によりタコマを退団。
2019年7月1日、メキシカンリーグのモンクローバ・スティーラーズの監督に就任した。リスタッチの手腕もあり、モンクローバはその年チーム創設45年目にして初の優勝を果たした。2021年限りで退団した。
2022年はフィラデルフィア・フィリーズ傘下A+級ジャージーショア・ブルークロウズの監督を務めた。1シーズン限りで退団した。

## 詳細情報

### 年度別打撃成績
| 年 度     | 球 団     | 試 合 | 打 席 | 打 数 | 得 点 | 安 打 | 二 塁 打 | 三 塁 打 | 本 塁 打 | 塁 打 | 打 点 | 盗 塁 | 盗 塁 死 | 犠 打 | 犠 飛 | 四 球 | 敬 遠 | 死 球 | 三 振 | 併 殺 打 | 打 率 | 出 塁 率 | 長 打 率 | O P S |
| --------- | --------- | ----- | ----- | ----- | ----- | ----- | -------- | -------- | -------- | ----- | ----- | ----- | -------- | ----- | ----- | ----- | ----- | ----- | ----- | -------- | ----- | -------- | -------- | ----- |
| 1992      | MIL       | 149   | 649   | 579   | 93    | 168   | 19       | 6        | 1        | 202   | 47    | 54    | 18       | 12    | 2     | 55    | 0     | 1     | 124   | 3        | .290  | .352     | .349     | .701  |
| 1993      | MIL       | 98    | 403   | 356   | 50    | 87    | 15       | 1        | 3        | 113   | 30    | 18    | 9        | 5     | 2     | 37    | 0     | 3     | 70    | 7        | .244  | .319     | .317     | .637  |
| 1994      | MIL       | 16    | 57    | 54    | 8     | 16    | 3        | 0        | 0        | 19    | 2     | 2     | 1        | 0     | 0     | 3     | 0     | 0     | 8     | 1        | .296  | .333     | .352     | .685  |
| 1995      | MIL       | 101   | 369   | 334   | 35    | 73    | 8        | 2        | 0        | 85    | 25    | 13    | 3        | 7     | 1     | 25    | 0     | 2     | 61    | 6        | .219  | .276     | .254     | .531  |
| 1996      | MIL       | 87    | 362   | 317   | 51    | 76    | 16       | 2        | 1        | 99    | 33    | 25    | 5        | 6     | 2     | 36    | 0     | 1     | 51    | 2        | .240  | .317     | .312     | .630  |
| 1997      | HOU       | 52    | 151   | 132   | 13    | 24    | 2        | 2        | 0        | 30    | 6     | 4     | 2        | 5     | 2     | 11    | 2     | 1     | 24    | 7        | .182  | .247     | .227     | .474  |
| 通算：6年 | 通算：6年 | 503   | 1991  | 1772  | 250   | 444   | 63       | 13       | 5        | 548   | 143   | 116   | 38       | 35    | 9     | 167   | 2     | 8     | 338   | 26       | .251  | .316     | .309     | .626  |

### 表彰
- 新人王（1992年）